# Flakkfjorden
Flakkfjorden er en del af Trondheimsfjorden, der ligger  mellem Byneset i syd og Rissa i nord, i Trøndelag fylke i Norge. I vest går den over i Korsfjorden, i øst Strindfjorden.
Flakkfjorden krydses af færgeforbindelsen mellem Flakk og Rørvik, som er del af fylkesvej 715.